# Contea di Wichita (Kansas)
La contea di Wichita in inglese Wichita County è una contea dello Stato del Kansas, negli Stati Uniti. La popolazione al censimento del 2014 era di 2 176 abitanti. Il capoluogo di contea è Leoti

## Storia
Per millenni, le Grandi Pianure del Nord America sono state abitate da nomadi nativi americani. Dal XVI secolo al XVIII secolo, il Regno di Francia rivendicò la proprietà di vaste zone del Nord America.
Nel 1762, dopo la guerra franco-indiana, la Francia cedette segretamente la Nuova Francia alla Spagna, secondo il trattato di Fontainebleau.

## Geografia fisica
Secondo lo United States Census Bureau, la contea ha una superficie di 1.861 km2.

### Contee confinanti
- Logan (nord)
- Scott (est)
- Kearny County (sud)
- Hamilton (sudovest/Mountain Time border)
- Greeley County (ovest/Mountain Time border)
- Wallace County (nordovest/Mountain Time border)

## Infrastrutture e trasporti

### Strade
- Kansas Highway 25
- Kansas Highway 96

## Geografia antropica

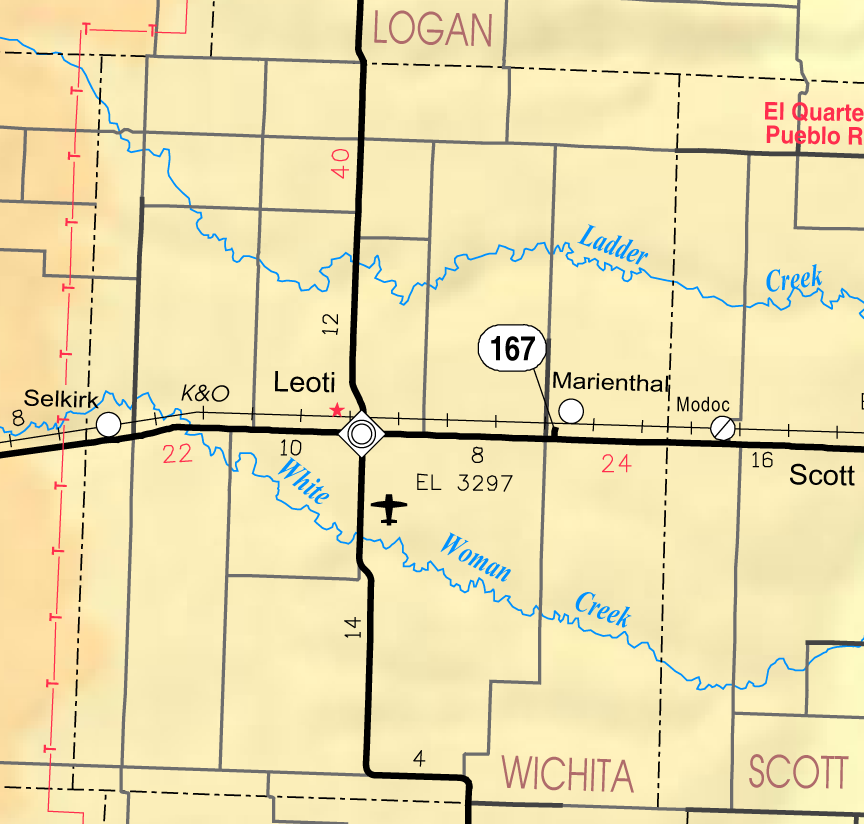
2005 KDOT Map of Wichita County (map legend)

### Città
- Leoti

### Unincorporated communities
- Marienthal ( census-designated place)
- Selkirk

### Ghost towns
- Coronado
- Farmer City

### Townships
- Leoti